# 拉普雷蒂耶尔
拉普雷蒂耶尔（法語：La Prétière，法語發音：[la pʁetjɛʁ]）是法国杜省的一个市镇，属于蒙贝利亚尔区。

## 地理
拉普雷蒂耶尔（47°26'41"N, 6°36'34"E）面积2.71 平方千米，位于法国勃艮第-弗朗什-孔泰大區杜省，该省份为法国东部内陆省份，北起上索恩省，西接汝拉省，东部及东南部与瑞士接壤，东北部与贝尔福地区省接壤。
与拉普雷蒂耶尔接壤的市镇（或旧市镇、城区）包括：伯塔勒、布吕桑若、布吕桑、杜河畔利勒、杜河畔隆日韦勒、梅迪耶尔、圣莫里斯-科隆比耶。

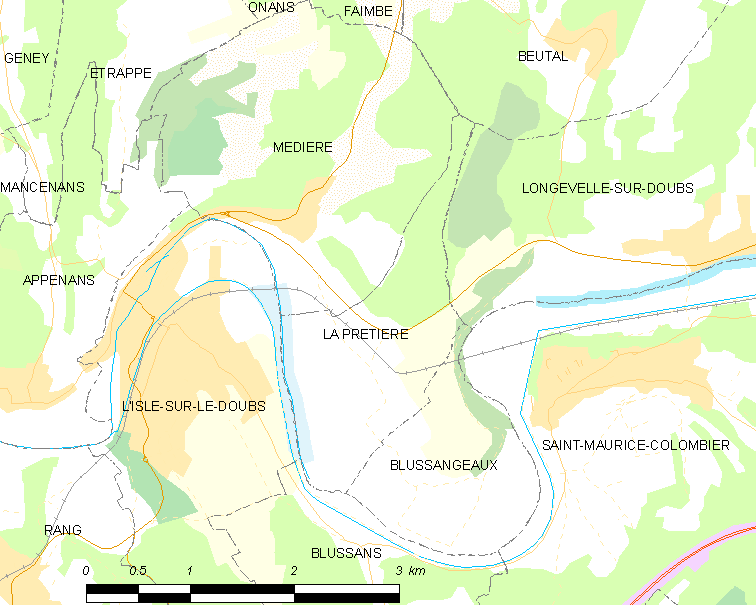
拉普雷蒂耶尔的OSM定位图

拉普雷蒂耶尔的时区为UTC+01:00、UTC+02:00（夏令时）。

## 行政
拉普雷蒂耶尔的邮政编码为25250，INSEE市镇编码为25470。

## 政治
拉普雷蒂耶尔所属的省级选区为巴旺县。

## 人口

1962-2008年间拉普雷蒂耶尔人口变化图示

拉普雷蒂耶尔于2022年1月1日时的人口数量为160人。